# 모르텐 올센 (핸드볼 선수)
모르텐 토프트 올센(덴마크어: Morten Toft Olsen, 1984년 10월 11일~)은 덴마크의 핸드볼 선수이다. 포지션은 센터백으로 현재 덴마크 핸드볼 리그의 GOG 혼볼 소속으로 뛰고 있다. 주로 덴마크 리그에서 활동하여 덴마크 리그 우승 1회, 덴마크 컵 우승 2회를 차지했다. 2010년부터 2013년까지 핸드볼 분데스리가의 TSV 하노버부르크도르프에서 뛰었으며, 2013년부터 2015년까지 LNH 디비지옹 1의 생라파엘 바르 소속으로 뛰었다. 생라파엘 소속으로서 리그 3위 1회, 리그컵 준우승 1회의 성과를 냈다. 이후 카타르 핸드볼 리그의 알라이얀 소속으로 1시즌 활동 후 하노버부르크도르프로 복귀하여 5년 동안 활약했다.
덴마크 핸드볼 국가대표팀 선수로 활약하여 2016년 하계 올림픽 금메달, 2020년 하계 올림픽 은메달을 획득했으며, 세계 선수권 대회에서 2회 우승을 차지했다.